# Osvaldo Picardo
Osvaldo Picardo (Mar del Plata, 22 de noviembre de 1955) es un poeta y escritor argentino. Es una de las figuras destacadas de la escritura del período posterior a la dictadura cívico-militar (1976-1983) en el fin del siglo en la Argentina.

## Biografía
Nació en la ciudad de Mar del Plata donde actualmente reside y fue profesor de literatura en el Colegio Nacional Dr. Arturo U. Illia (Universidad Nacional de Mar del Plata). Dirigió la revista cultural La Pecera desde 2001 hasta 2009, en que se publicó su último número en papel; actualmente continúa con su web y versión digital. También fue editor y director de la Editorial de la Universidad Nacional de Mar del Plata desde 2005 a 2013 y Vicepresidente de la Red de Editoriales Universitarias Nacionales (REUN).
Ha escrito ensayos y crítica literaria para publicaciones y periódicos del país y del extranjero, así como en catálogos para exposiciones plásticas y revistas culturales del país y del exterior como La Estafeta del Viento, de Casa de América (en Madrid),
Cuadernos Hispanoamericanos, de AECI (Madrid) y
Hablar de Poesía] (Buenos Aires).
Entre 2010 y 2012 colaboró con el Suplemento literario de la agencia Télam.

## Obra poética
Entre sus primeros libros de poemas cabe destacar: Apenas en el mundo (edición del autor, 1988) y Dejar sin ventanas la verdad (Hojas de Sudestada, 1993), que constituyen una primera etapa de su escritura hasta Quis, quid, ubi. Poemas de Quintiliano (Martin, 1997) en que se ahonda una «poética de pensamiento» y se observa con claridad una escritura «de la existencia en la que la referencia de lo cotidiano, la mención directa de los datos inmediatos de la conciencia, las circunstancias banales, las cercanías de lo contingente son trascendidas hasta adquirir condición dramática» (J. Giannuzzi).
El libro siguiente fue Una complicidad que sobrevive (Martin, 2001) que le valió el premio de poesía del Fondo Nacional de Las Artes.
También recibió premios como el Alfonsina Storni y Lobo de Mar, y becas en el exterior para el estudio de poesía contemporánea.
Posteriormente publicó la plaquette Mar del Plata (Editorial Martin, 2005) con un poema dividido en 12 partes y dedicado a su ciudad natal;
en el año 2012, fue reeditado con el título Mar del Plata seguido de "Otros lugares y viajes" en Ediciones de la Universidad Nacional del Litoral.
En el año 2008, apareció ''Pasiones de la línea (poemas de Nicolás de Cusa)'', de Ediciones En Danza (Buenos Aires), en que «combina con trabajada naturalidad la experiencia de la inmediatez con una suerte de lógica meditativa» (M. Romano).
Su poesía ha aparecido antologada en diversas publicaciones como Poesía argentina del siglo XX de la Colección Visor y Casa de América (Madrid, 2010), en Cuadernos orquestados (Editorial Al Margen, 2011), Ex Libris del Instituto de Cultura Juan Gil-Albert (Universidad de Alicante, 2012); en Signos vitales. Una antología poética de los 80, con selección y prólogo de Daniel Fara (Martin, 2002), Poesía argentina de fin de siglo (Vinciguerra, 1996); O.P. Vida de poesía (Ernesto Girard, 2008); Antología esencial. Poesía del siglo XX en Argentina, Madrid: Col. La Estafeta del Viento, Vol. 7, Visor, 2010.
Ha sido invitado a participar en numerosos congresos y festivales de poesía, tales como «Poesía argentina después de Borges (El caso J. O. Giannuzzi)», en el I Congreso Internacional de Literatura latinoamericana, celebrado entre el 26 de mayo al 2 de junio de 2007 en Teherán e Isfahán, República Islámica de Irán, organizado por el Centro de Literatura de Irán; Lectura de Poesía en el Aula de las Metáforas de Grado, Oviedo, Universidad de Oviedo, España, 22 de marzo de 2007;
La línea y el punto: lecturas de la brevedad, en Encuentro de Microficción 2006, celebrado los días 21, 22 y 23 de junio de 2006 en el Centro Cultural de España en Buenos Aires (CCEBA);
La mirada de Ulises. Un viaje en el olvido, en el seminario Castoriadis, el 12 de agosto de 2006 en la Embajada de Suecia en Buenos Aires; VII Festival de Poesía Iberoamericana de Manizales, Universidad de Caldas (Colombia), entre el 18 y 21 de octubre de 2005.

## Otros libros
Entre sus otros libros se destaca:
Primer mapa de poesía argentina. Solicitudes y urgencia. El noroeste: la carpa y tarja (2000).
Tradujo junto a ―F. Scelzo y E. Moore― The love poems, de James Laughlin (2001).
En Madrid, en 2006, la Colección Visor de Poesía publicó Antología poética de Joaquín O. Giannuzzi, con prólogo y al cuidado de O. Picardo, constituyendo la primera publicación de Giannuzzi fuera del país. Recientemente ha publicado Colgados del lenguaje. Poesía en las Ciencias, Baltasara Editora, Rosario, 2018